# نيسان تيتان
نيسان تيتان تم طرح هذا الطراز في عام 2004 وهي شاحنة صغيرة وتم تصميم هذا الطراز خصيصاً الي أمريكا الشمالية ومع طراز نيسان ارمادا ولكن تم تغيير الشكل بالكامل في 2016 حيث أصبحت الشاحنة كبيرة وتتسم بالعضلات الكبيرة والواجهة الوحشية وتم تغيير محركها إلى محرك ديزل 5.0 ليتر و 310 hp و 555tq التي تجعل الشاحنة تسحب 12 طن بدون مشاكل وقالت نيسان انه تم تعديل جسم السيارة ليتمتع بالصلابة ووضعت احتمال ان تعيش الشاحنة 20 سنة من دون مشاكل

## المكان الأكثر مبيعاً

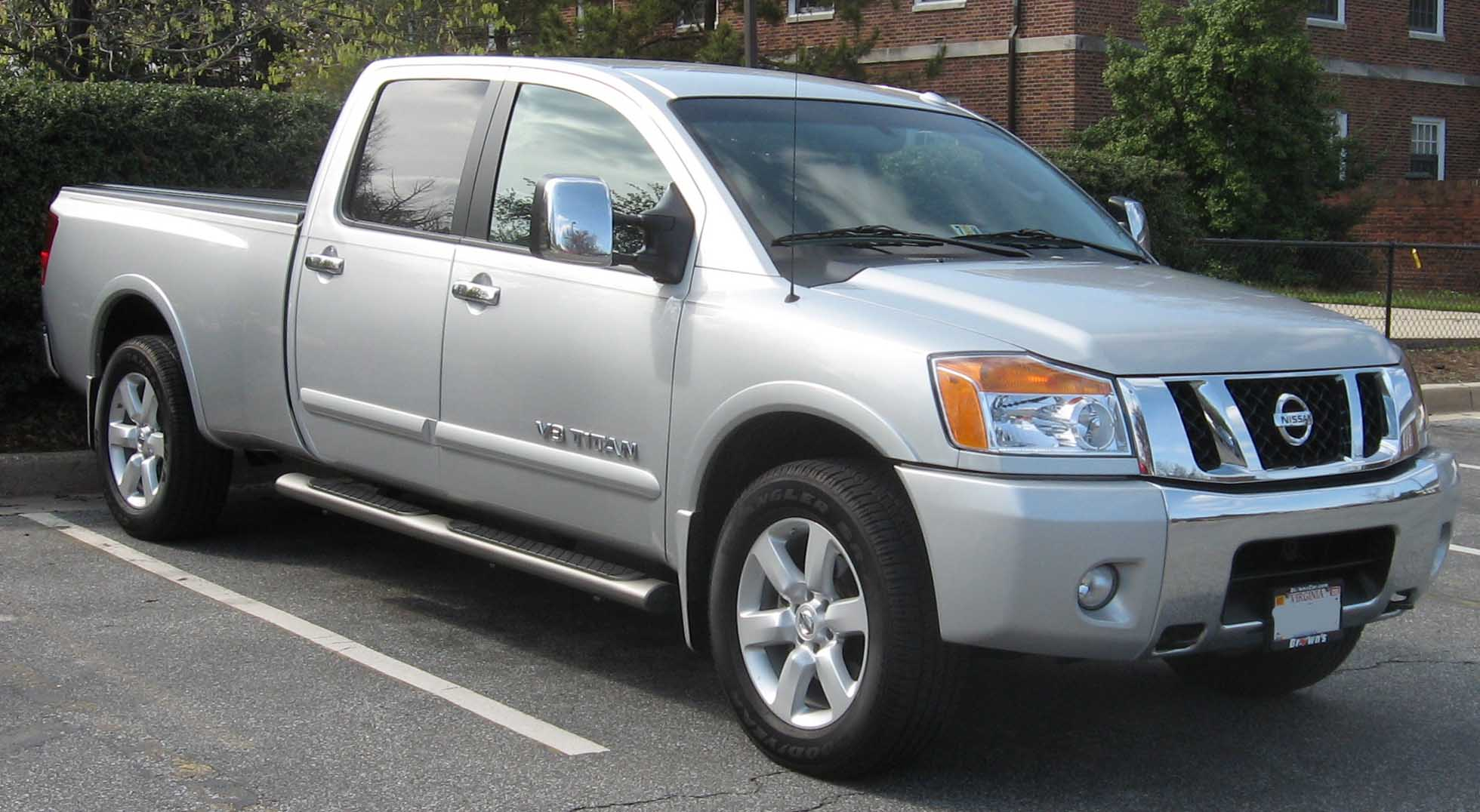
2008 Nissan Titan crew cab long bed

تعتبر ولاية تكساس المكان الأكثر مبيعاً لطراز نيسان تيتان فهو يشكل نسبة 25% من مبيعات نيسان تيتان بنسبة لشركة نيسان موتورز

## المواصفات
تاتي تيتان بمحرك 5.6 لتر و 32 صمام الذي وياتي بثلاثة طرازات تولد كل منها 305 و 317 و 385 حصان ميكانيكي وتاتي جميع طرزات تيتان بدفع الخلفي أو بالدفع الرباعي وتاتي أيضاً بناقل حركة 5 سرعات عادي أو اوتوماتيك
```
مم
```

## المميزات
تتوفر السيارات علي بعض المميزات ومنها

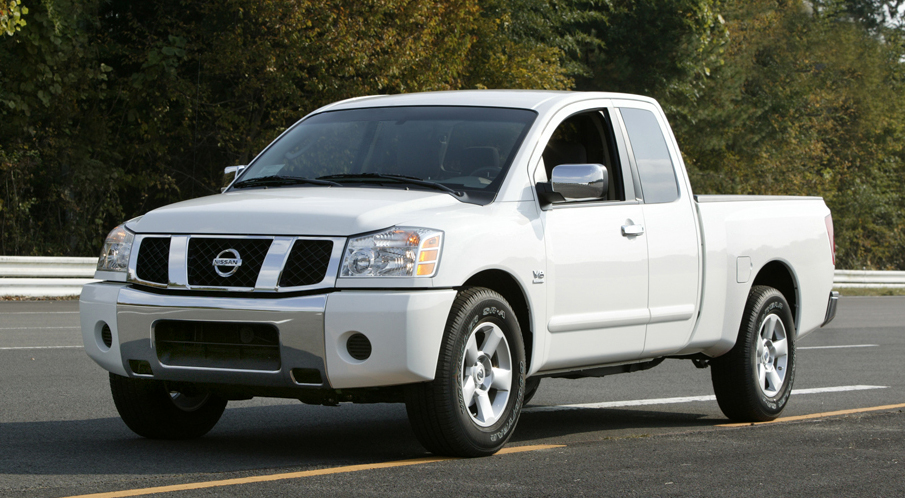
2005 Nissan Titan King Cab

1-نظام الملاحة
2-شاشة DVD
3-نظام السير علي الطرق الوعرة
4-كراسي جلد
5-فتحة سقف